# Ajos Jeorjos (dystrykt Kirenia)
Ajos Jeorjos (gr. Αγιος Γεώργιος, tur. Karaoğlanoğlu) – wieś na Cyprze, w dystrykcie Kirenia, z dostępem do morza.
W wyniku inwazji tureckiej w 1974 obszar, w którym znajduje się miejscowość kontrolowany jest przez nieuznawaną na arenie międzynarodowej, proklamowaną w 1983 Turecką Republikę Cypru Północnego. Republika Cypryjska rości sobie prawa do tych terenów.